# Alleghany Corporation
Alleghany Corporation, (NYSE: Y), är ett amerikanskt diversifierat holdingbolag som investerar och förvaltar företag efter konservativa värdegrunder. Bolaget grundades 1929 för att förvalta bröderna Oris– och Mantis Van Sweringen:s intressen inom järnvägssektorn och med tiden så har Alleghany breddat sig i sina investeringar och har företag i sin portfolio som representerar en hel rad olika branscher.